# Andròmac (rètor)
Andròmac (en grec antic: Ἀνδρόμαχος, llatí: 'Andromachus') va ser un rètor de l'antiga Grècia que va ensenyar a Nicomèdia durant el regnat de Domicià (81-96).